# SHUSE
SHUSE（シューセ、3月17日生）は、日本のベーシストである。La'cryma Christiではベース・コーラスを担当。大阪府出身。血液型A型。作曲担当。

## 来歴
- 1991年
  - La'cryma Christiの前身バンドとなるSTRIPPE-D-LADYを結成。その後バンド名を改名

- 2007年
  - 1月20日、La'cryma Christi解散。
  - Samurai Dead Cityを結成。
  - 西川シゲル、足立祐二、五十嵐公太とのバンドHAKKA ≒ B∀TTERYを結成。
  - Acid Black Cherryにサポートメンバーとして参加した。

- 2009年
  - 9月、44MAGNUMに一時加入し、44MAGNUMのメンバーとしてアルバム『44MAGNUM』発売。
  - 12月14日、Samurai Dead Cityを脱退。

- 2010年
  - †яi¢кを結成。

## 影響
主に洋楽である。中学1年生の時に初めて聞いた洋楽はスティクスの「ミスター・ロボット」である。
レンタルレコード屋に通い詰め、ポリスの『シンクロニシティー』、TOTOの『IV』、カルチャー・クラブの『カラー・バイ・ナンバーズ』、デュラン・デュランの『リオ』などを聴いていた。CDは初めて自分のお金でポール・マッカートニーの『パイプス・オブ・ピース』を購入した。他にはハードロックやヘヴィメタルばかり聞いていたとのこと。
ViciousのコンピレーションアルバムではSPANDAU BALLET、MANSUNの楽曲を選んでいる。
他に影響を受けたアーティストとしてビートルズ、オジー・オズボーン、モトリー・クルー、44MAGNUM、DEAD END、U2。
好きなアーティストはフー・ファイターズ、リンキン・パーク、ジェリーフィッシュ、キッスも好きなアーティストとしている。

## 人物
あだ名は「師匠」であり、自然に呼ばれるようになった。他はTAKAがドラマに出演した際、役の名前が「SHU」だった為、大喜びした。TAKAは、年下にもかかわらず、SHUSEを普段、「SHUちゃん」と呼んでいる。
La'cryma Christi最後に加入したメンバーである。メンバーのTAKAとは同じ大学で、加入前から顔見知りであった。本人はバンド活動に行き詰まっていたため、TAKAとLEVINをバンドから引き抜こうと考えていた。
同バンドでは「南国」等を作曲。作詞も担当していた。かなり動いてベースを演奏するライブアクションが特徴。
Janne Da ArcのヴォーカルyasuのソロプロジェクトAcid Black Cherryのサポートメンバーとして活動している。バックバンドとして活躍するほか 、HAKKA ≒ B∀TTERY、44MAGNUMのメンバーとしても活動している。